# Lantana rubra
Lantana rubra là một loài thực vật có hoa trong họ Cỏ roi ngựa. Loài này được Berland. mô tả khoa học đầu tiên năm 1832.